# Municipio 6 West Sanford
El municipio 6 West Sanford (en inglés: Township 6, West Sanford) es un municipio ubicado en el  condado de Lee en el estado estadounidense de Carolina del Norte. En el año 2010 tenía una población de 18.236 habitantes.

## Geografía
El municipio 6 West Sanford se encuentra ubicado en las coordenadas 35°30′59.93″N 79°12′33.8″O / 35.5166472, -79.209389.